# Sävegölen
Sävegölen är en sjö i Eksjö kommun i Småland och ingår i Emåns huvudavrinningsområde. Sjön har en area på 0,0533 kvadratkilometer och ligger 219,3 meter över havet. Sjön avvattnas av vattendraget Pauliströmsån.

## Delavrinningsområde
Sävegölen ingår i det delavrinningsområde (639300-145909) som SMHI kallar för Utloppet av Försjön. Medelhöjden är 248 meter över havet och ytan är 17,65 kvadratkilometer. Det finns inga delavrinningsområden uppströms utan avrinningsområdet är högsta punkten. Pauliströmsån som avvattnar avrinningsområdet har biflödesordning 2, vilket innebär att vattnet flödar genom totalt 2 vattendrag innan det når havet efter 164 kilometer. Delavrinningsområdet består mestadels av skog (73 %). Avrinningsområdet har 2,43 kvadratkilometer vattenytor vilket ger det en sjöprocent på 13,8 %.